# 이윤열
이윤열(李允烈, 1984년 11월 20일 ~ )은 대한민국의 전 스타크래프트, 스타크래프트II 프로게이머다. 현재 아프리카티비 BJ로 활동하고 있다.

## 행적

### 스타크래프트
2000년도 경 iTV 고수를 이겨라라는 프로그램에 출연해 최인규를 격파한 것이 데뷔전이었으며 이후 2001년 상반기, Game-i(이후 화승 OZ의 전신인 IS와 합병)에 입단하면서 프로게이머 활동을 시작하였다. 2002년 12월엔 KTF 매직엔스(현 KT 롤스터)로 임대 이적했고, 이듬해 2003년 12월 24일 투나 SG(현 위메이드 폭스)로 복귀한 이후 2010년까지 활동했다.
2001년부터 2012년까지 온게임넷 스타리그 3회 우승, KPGA(MSL의 전신) 3회 우승 등 역대 프로게이머 중 이영호와 함께 가장 화려한 커리어를 보유중이며, 준우승 경력을 포함, 양대 개인리그 10회 결승 진출, 6회 우승과 4회 준우승으로 역대 최고의 위엄을 보여준다.
뒤를 이어 9회 결승 진출(5회 우승/4회 준우승)의 이제동, 8회 결승 진출(6회 우승/2회 준우승) 이영호가 있다.

### 선수 생활
2001년 데뷔 후 각종 대회에서 우승을 차지하면서 당시 임요환의 뒤를 잇는 새로운 신예 테란으로 주목받았다. 2002년 들어 전성기를 맞이한 이윤열은 그 당시 개인리그 중 하나였던 iTV 랭킹전에서 임요환과 변길섭을 꺾고 2연속 우승을 차지했으며, KPGA(MSL의 전신)에서 3연속 우승을 하면서 기염을 토했다. 특히 2003년 초반엔 Panasonic배 온게임넷 스타리그, 배스킨라빈스배 2002 KPGA 4차리그는 물론 GhemTV 3차 스타리그까지 동시에 석권하면서 전무후무한 그랜드 슬램의 위업을 달성했다.
이후 Stout MSL에서 준우승, 천적 최연성의 등장으로 기세가 조금 꺾이긴 하였지만 꾸준히 MSL 결승에 오르며 좋은 모습을 보여주었고, 2005년에는 IOPS 스타리그에서 당시 최고의 기량을 보여주던 저그 박성준을 3:0으로 완파하고 우승하였다. 또한 2006년 11월 18일, 신한은행 스타리그 2006 시즌2 우승을 차지하며 골든 마우스의 첫 수상자로 기록되었다. 골든 마우스는 온게임넷 스타리그 3회 우승자에게 주어지는 부상으로, 이윤열과 박성준(STX SouL), 이제동(화승 OZ), 이영호(KT 롤스터)만이 수상한 바 있다.
그러나 이때부터 이윤열의 천적으로 자리잡은 마재윤에게 엘리트학생복 MSL 올스타리그 결승전, WEF 2006 결승전, CJ 슈퍼파이트 S3 결승전 등에서 패배하였고, 2007년 2월 24일 신한은행 스타리그 2006 시즌3에서 마재윤에게 1:3으로 패배하였다. 이후 치러진 신한은행 마스터즈에서 마재윤에게 3:1 승리를 거두어 앙갚음을 하였고, 08-09 시즌에 열린 클럽데이 MSL, 로스트사가 MSL에서 연속으로 시드를 획득하는 등 꾸준한 활약을 보였다. 이후 찾아 온 슬럼프와 미니홈피에 쓴 글이 은퇴를 시사하는 것 아니냐는 논란이 일어났었지만, IeSF 스타 인비테이셔널 클래식 우승을 전후하여 다시 게임에 매진하는 것으로 알려졌다.

### 스타크래프트 II

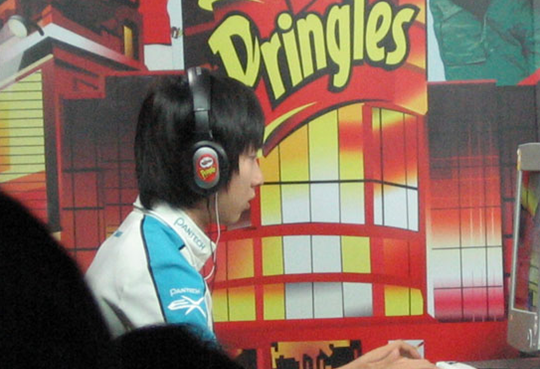
프링글스 MSL 시즌2에 출전하여 경기 중인 이윤열

2010년 9월 자신의 팀인 위메이드 FOX와의 재계약을 하지 않고 스타크래프트 2로의 전향을 공식 선언한다. 이후 스타크래프트 2 게임단인 oGs에 입단하여 10월 13일 Sony Ericsson STARCRAFT II OPEN Season 2 예선을 통과하여 본선에 올랐다.
64강전에서 신예 조경준(T)을 만나서 2:0 승리를 거두었고 32강전에서도 박종혁(T)에게 2:0 승리를 거두며 16강전에 진출하였다. 16강전에서는 이동녕(Z)를 상대로 2:1 역전승을 거두며 마침내 8강전에 진출하였다.
8강전에서는 드디어 스타크래프트에서 라이벌이었던 '황제' 임요환을 만났다. 1Set를 따냈으나 2,3,4Set를 연이어 내주며 1:3 역전패를 당하면서 탈락하고 말았다.
하지만 Sony Ericsson STARCRAFT 2 OPEN Season 3에서는 예선에서 탈락하는 충격을 겪었으며 심지어 본선진출조차 하지 못했다. 라이벌 임요환이
Sony Ericsson STARCRAFT 2 OPEN Season 2에서 4강진출에 성공하고, Sony Ericsson STARCRAFT 2 OPEN Season 3에서 본선진출에 성공하면서 32강진출에 성공한 것과는 대조적이었다. 하지만 이후 Sony Ericsson GSL Jan.에서 8강, 2세대 인텔 코어 GSL Mar. 8강, LG 시네마 3D GSL May. 4강, LG 시네마 3D 슈퍼 토너먼트 16강, 펩시 GSL July. 16강, 펩시 GSL Aug. 8강, Sony Ericsson GSL Oct. 32강, Sony Ericsson GSL Nov. 32강, HOT6 GSL Season 1 32강까지 9연속으로 임재덕에 이어 역대 두 번째 장기간 코드S 진출 기록을 세웠다.

### 은퇴 및 근황
이윤열은 2012년 6월 20일 자신의 팀인 컴플렉시티 게이밍 홈페이지에 은퇴 사실을 알렸다. 사유는 현재 병역문제와 개인적인 문제가 결합되어 은퇴하는 것으로 밝혀졌으며 2012년 7월 3일 tving 스타리그 2012 레전드매치를 마지막으로 은퇴하였다.
2012년 12월 25일 아주부 팀의 매니저로 영입되었다.
2013년 7월 16일 상근 예비역으로 군입대했다.
경북 구미시에서 구미시지역대 상근예비역으로 근무하다 2015년 4월 15일 전역해 아프리카 BJ로 활동중이다.
2015년 11월 9일 일반인 여성과 교제의 끝에 혼인의 길을 맺었고 블리자드 엔터테인먼트측은 서울 코엑스 D홀에서 스타크래프트 II: 공허의 유산 출시행사에서 결혼식을 가지게 되어 전세계로 생중계 되어 많은 팬들이 축하를 남겼다.
2016년 2월 1일 00시경 자신에게 5살짜리 딸이 있음을 아프리카tv 방송에서 밝혔다. 늦게 밝힌 사유는 딸아이가 있음을 알리는 타이밍을 못잡았었다고.....(5년후에야...)그리고 지금은 게임엔젤즈에서 게임개발자로 활동하는 중이다.

## 주요 기록
스타크래프트1 최종 전적 (10.08.14 기준)
|             | 경기 | 승-패   | 승률  |
| ----------- | ---- | ------- | ----- |
| 대 테란     | 319  | 195–124 | 61.1% |
| 대 저그     | 477  | 299–178 | 62.7% |
| 대 프로토스 | 361  | 214–147 | 59.3% |
| 총합        | 1157 | 708–412 | 61.2% |

### 개인 수상
스타크래프트 : 메이저 개인리그 우승 6회, 준우승 4회

#### 스타크래프트
2001년~2003년
- 2001년 매직스테이션배 네트워크 게임대회 우승 (2:0 문규준)
- 2001년 제2회 세계 청소년 문화축제 스타크래프트 게임대회 1위
- 2001년 iTV 한게임배 서바이벌 프로구단 리그 1위
- 2001년 한국통신 메가패스배 서바이벌 프로리그 1위
- 2002년 iTV 랭킹전 3차리그 우승 (3:1 임요환)
- 2002년 2002년 KPGA 투어 1차리그 8강
- 2002년 GhemTV 1차 스타리그 3위
- 2002년 2002년 리복배 KPGA 투어 2차리그 우승 (3:2 홍진호)
- 2002년 iTV 랭킹전 4차리그 우승 (3:0 변길섭)
- 2002년 GhemTV 2차 스타리그 8강
- 2002년 2002년 펩시트위스트배 KPGA 투어 3차리그 우승 (3:0 박정석)
- 2002년 2002년 배스킨라빈스배 KPGA 투어 4차리그 우승 (3:2 조용호)
- 2002년 KTF BIGI 4대천왕전 준우승 (1:2 임요환)
- 2002년 2002 Panasonic배 온게임넷 스타리그 우승 (3:0 조용호)
- 2003년 KTEC배 2003 KPGA 위너스 챔피언십 3위
- 2003년 GhemTV 3차 스타리그 우승 (3:0 강도경)
- 2003년 벼룩시장 FindAll배 GhemTV 챌린저 오픈 준우승 (0:3 홍진호)
- 2003년 Ting배 KBC 파워게임쇼 3위
- 2003년 여수 사이버 게임체전 4대천왕전 준우승 (0:1 홍진호)
- 2003년 Olympus배 2003 온게임넷 스타리그 16강
- 2003년 Stout MSL 2003 준우승 (0:3 강민)
- 2003년 핫브레이크배 온게임넷 마스터즈 우승 (3:1 한웅렬)
- 2003년 Mycube배 2003 온게임넷 스타리그 16강
- 2003년 TG삼보 MSL 2003 3위
- 2003년 2003 대한민국 게임대상 우승 게이머상
- 2003년 KT-KTF 프리미어 리그 2003 우승 (3:1 임요환)
- 2003년 NHN한게임배 03~04 온게임넷 스타리그 8강

2004년~2008년
- 2004년 하나포스 센게임 MSL 2004 준우승 (2:3 최연성)
- 2004년 Gillette 스타리그 8강
- 2004년 Spris MSL 2004 16강
- 2004년 EVER 2004 스타리그 8강
- 2004년 SKY 프로리그 2004 2라운드 우승 (팬택앤큐리텔 큐리어스)
- 2004년 KT-KTF 프리미어 리그 2004 3위
- 2004년 당신은 골프왕 MSL 2004 준우승 (2:4 박태민)
- 2005년 IOPS 04~05 스타리그 우승 (3:0 박성준)
- 2005년 EVER 2005 스타리그 16강
- 2005년 우주닷컴 MSL 2005 16강
- 2005년 스니커즈 올스타 리그 준우승 (2:3 홍진호)
- 2005년 CKCG 2005 스타크래프트 부문 준우승 (1:2 최연성)
- 2005년 블리즈컨 2005 스타크래프트 부문 3위
- 2006년 WWI 2006 스타크래프트 부문 4강
- 2006년 SKY 프로리그 2005 후기리그 개인전 다승왕
- 2006년 SKY 프로리그 2006 전기리그 개인전 다승왕
- 2006년 WEF 2006 스타크래프트 부문 준우승 (0:2)
- 2006년 IEF 2006 스타크래프트 부문 우승 (2:1 최연성)
- 2006년 프링글스 MSL 시즌2 16강
- 2006년 CJ 슈퍼파이트 S2 우승 (3:0 박정석)
- 2006년 신한은행 스타리그 2006 Season 2 우승 (3:2 오영종)
- 2006년 CJ 슈퍼파이트 S3 준우승 (1:3 마재윤)
- 2006년 신한은행 스타리그 2006 Season 3 준우승 (1:3 마재윤)
- 2006년 신한은행 마스터즈 우승 (4강전 3:1 변형태, 결승전 3:1 마재윤)
- 2006년 2006 대한민국 e-SPORTS 대상 테란 최우수선수상
- 2007년 곰TV MSL 시즌2 32강
- 2007년 2007 다음 스타리그 16강
- 2007년 WWI 2007 스타크래프트 부문 4강
- 2007년 곰TV MSL 시즌3 32강
- 2007년 EVER 스타리그 2007 16강
- 2008년 곰TV MSL 시즌4 8강 (1:3 박성균)
- 2008년 곰TV 스타 인비테이셔널 16강
- 2008년 EVER 스타리그 2008 16강
- 2008년 아레나 MSL 2008 16강
- 2008년 인크루트 스타리그 2008 36강
- 2008년 클럽데이 온라인 MSL 2008 8강 (0:3 윤용태)
- 2008년 블리즈컨 2008 스타크래프트 부문 준우승 (0:2)
- 2008년 곰티비 TG삼보-인텔 클래식 시즌1 64강 2라운드

2009년 ~ 2012년
- 2009년 로스트사가 MSL 2009 8강 (2:3 허영무)
- 2009년 아발론 온라인 MSL 2009 32강
- 2009년 e스타즈 서울 2009 스타크래프트 헤리티지 준우승 (1:2)
- 2009년 블리즈컨 2009 스타크래프트 부문 4위
- 2009년 곰티비 TG삼보-인텔 클래식 시즌3 64강
- 2009년 IeSF 스타 인비테이셔널 클래식 우승 (3:1 홍진호)
- 2012년 e스포츠 명예의 전당 헌액

#### 스타크래프트 II
- 2010년 소니 에릭슨 스타크래프트 II OPEN Season 2 8강
- 2010년 G-Star 2010 스타크래프트 II 올스타전 16강
- 2011년 소니 에릭슨 GSL Jan. Code S 8강
- 2011년 2세대 인텔® 코어™ GSL Mar. Code S 8강
- 2011년 LG 시네마 3D GSL 월드 챔피언십 16강
- 2011년 LG 시네마 3D GSL May. Code S 4강
- 2011년 LG 시네마 3D, 인텔코리아 슈퍼 토너먼트 16강
- 2011년 PEPSI GSL July Code S 16강
- 2011년 PEPSI GSL Aug. Code S 16강
- 2011년 MLG Raleigh 4위
- 2011년 소니 에릭슨 GSL Oct. Code S 32강
- 2011년 소니 에릭슨 GSL Nov. Code S 32강
- 2011년 2011 MLG Pro Circuit Raleigh 4위
- 2012년 핫식스 2012 GSL 시즌 1 Code S 32강
- 2012년 핫식스 2012 GSL 시즌 2 Code S 32강

## 기타 기록

### 스타크래프트
- 최초의 단일대회 3회 연속 우승 (2002 KPGA 2차/3차/4차리그, 2002~2003년)
- 유일무이한 단일시즌 3대 개인리그(온게임넷 스타리그, KPGA, GhemTV 스타리그) 동시 제패 (2003년)
- 온게임넷 스타리그 최초의 3회 우승 및 최초의 골든 마우스 수상 (2006년 11월 18일)
- 스타크래프트 프로게이머 중 최초로 공식전 500경기 출전 (2007년 8월 3일)
- 스타크래프트 프로게이머 중 최초로 비공식전 포함 1000경기 출전 (2008년 6월 14일)
- 스타크래프트 프로게이머 중 비공식 포함 최다전 최다승 기록
- 스타크래프트 프로게이머 중 양대리그 본선 최다 진출 선수
- MBC게임 공식전 출전 200경기 돌파 (2008년 11월 8일)
- 프로게이머 최초 골든 마우스와 금배지 동시 소유자
- 프로리그 통산 12번째로 100승을 기록한 선수(2010년 6월 26일)
- 스타크래프트 개인리그 10-10 클럽 달성 (스타리그 본선 14회, MSL 본선 18회 진출)

## 학창시절
초등학교 4학년부터 중학교 2학년까지 정구선수로 활동한적이 있다. 하지만 천식으로 인해 정구를 그만 두었다.